# Pha
pha（ふぁ、1978年12月31日 - ）は、日本のブロガー、作家。元「日本一有名なニート」。シェアハウス「ギークハウスプロジェクト」発起人。

## 略歴
大阪府大阪市出身。1997年、「暇つぶしで」「ゲーム感覚で」受験勉強をした結果、大阪府立大手前高等学校卒業後、京都大学総合人間学部入学。翌年に京大熊野寮入寮。学生寮時代の「家に戻ると誰かが適当に遊んでいる。そんな雰囲気が好きだった」「まともに就職をせず食っていく道もあるんだなっていう気付き」などの体験が、後のギークハウスプロジェクトや、作家活動の着想となった。
2003年、大学卒業から半年後、大阪府内の国立大学職員として就職。いやいや社内ニートを続けていた中、2006年7月、その就職先の部署異動に伴いタイ・バンコクに移住。「さまざまな国の、さまざまな人の生き方」に衝撃を受け、独学でプログラミングを学び、複数のウェブサービスを開設した。2007年7月に大学を退職し、東京に移住。この頃より「ニート」を自称する。この間、「新しい住まいのあり方について考えるニートの会」を自称し、静岡県熱海市で格安の中古マンションを購入している（後に売却）。
2008年、東京都町田市の元外国人向けマンションを借り、最初のギークハウスプロジェクト「ギークハウス南町田」を開始。2009年から、phaの生活を取り上げたテレビ番組が相次いで放映される（テレビ出演履歴は後述）。
phaは「用がなくてもふらっときてもらえる雰囲気が、人の集まる場所として重要。でもここ（引用注：南町田）にはなにか用事がないときてもらえない」として、2010年に南町田を離れ、東京都心部の借家で「ギークハウス東日本橋」を立ち上げた。2012年、初の著書『ニートの歩き方』を刊行（以降の著書は後述）。同年に伊藤洋志とともに和歌山県で一軒家を借り上げ、自分たちでリフォームをして共同の合宿所として使い始めたほか、livedoor Blogのブログ観光大使としてタイのプーケットに派遣された。
2013年、35歳になり統計上のニートの定義を外れたことと、収入や仕事が増え始めたことを理由としてニートの肩書きを使うのをやめる。またこの時期、家主の都合のためギークハウス東日本橋を閉じ、「ギークハウス豊島園」に生活拠点を移転。2015年12月には、「住環境としてはダメでも、人が集まる空間でさえあれば楽しくやっていける」との信念のもと、東京都台東区のビル倉庫を借り受け、中にテントを張って住み着くようになり、そこを「ギークハウスZERO」と名付けた。
2017年6月、音楽グループ「NUITO」の平井慶一郎とともに東京都台東区浅草橋で新たなシェアハウス「コロニー」を立ち上げる。phaは立ち上げ2年後の2019年4月末に、「シェアハウス疲れる。年齢的なものもあるかもしれない」「あえて一人暮らしをする、ということのほうが自分にとって新しくてワクワクする」として、コロニーを退去し、東京都杉並区阿佐谷の借家で一人暮らしを開始した。同年、初の小説集『夜のこと』を私家版として上梓し、翌年に一般発売。
2019年10月、作家仲間、編集者らと5人組ロックバンド「エリーツ」を結成し、ライブ活動を始める。phaはドラムス担当。他のメンバーは滝本竜彦（キーボード）、佐藤友哉（ギター）、海猫沢めろん（ギター）、編集者・通称「ロベスピエール」（ベース）。
2023年、東京・高円寺の書店、蟹ブックスのスタッフとして勤務している。2024年『どこでもいいからどこかへ行きたい』（刊行は2020年）にて、第15回エキナカ書店大賞を受賞。

## 人物
- 大学時代に短期間、京都大学短歌会[22][23]に参加しており、退会後も短歌の作歌を続けている。2012年には、投稿サイト「しいか.com」で短歌の選者を務めた[24][25][23]。2023年、第五回笹井宏之賞では連作「少しだけ遠くの店へ」で最終選考に残る。
- 「ギークハウスZERO」時代、同じビルの上階にあったウェブサーバーの管理所でインターネット放送を監視するアルバイトに従事していた[8]。
- はっきりした観光目的を作らず、移動や宿泊自体を楽しむ旅行を好み、ビジネスホテルに宿泊する[26]。この旅行法を提唱した紀行文を多く書いた（後述）。
- 「日本一有名なニート」を自称しているphaは「ニートは労働経済学の概念である」と言うことすら知っていない。「ニートの歩き方」に「労働経済学」や玄田有史と言う言葉は１回も出来ないし、X（旧ツイッター）でも１回もツイートしたことがない。[27][28]。同様にニートの本家はイギリスのブレア政権であることに言及したこともない。

## 著作

### 単著
- 『ニートの歩き方――お金がなくても楽しく暮らすためのインターネット活用法』（技術評論社 2012年）
- 『持たない幸福論――働きたくない、家族を作らない、お金に縛られない』（幻冬舎 2015年／幻冬舎文庫 2017年）
- 『しないことリスト』（大和書房 2016年／だいわ文庫 2018年）
- 『移動時間が好きだ』（幻冬舎plus＋ 2017年） - 電子書籍のみ[29]
- 『ひきこもらない』（幻冬舎 2017年）
  - 改題『どこでもいいからどこかへ行きたい』（幻冬舎文庫 2020年）
- 『人生にゆとりを生み出す知の整理術』（大和書房 2017年）
  - 改題『ゆるくても続く知の整理術』（だいわ文庫 2019年）
- 『がんばらない練習』（幻冬舎 2019年）
  - 改題『できないことは、がんばらない』（幻冬舎文庫 2024年）
- 『夜のこと』（扶桑社 2020年）
  - 2019年に文学フリマ[30]等で限定販売された『夜のこと』（全2巻）を大幅に加筆修正したもの
- 『人生の土台となる読書』（ダイヤモンド社 2021年）
- 『パーティーが終わって、中年が始まる』（幻冬舎 2024年）

### 共著
- 『フルサトをつくる――帰れば食うに困らない場所を持つ暮らし方』（伊藤洋志共著 東京書籍 2014年／ちくま文庫 2018年）
- 『おやすみ短歌：三人がえらんで書いた安眠へさそってくれる百人一首』（枡野浩一・佐藤文香との共編著　実生社 2023年）

### 寄稿
- 中島裕介『歌集 oval/untitleds』（角川学芸出版 2013年）- 栞文
- 『「シェア」の思想／または愛と制度と空間の関係』（LIXIL出版 2015年）-「フルサトをつくる」
- 青井硝子『雑草で酔う：人よりストレスたまりがちな僕が研究した究極のストレス解消法』（彩図社 2019年）-「青井さんについて」
- SUUMOタウン編集部『わたしの好きな街：独断と偏愛の東京』（ポプラ社 2019年）-「東京に住んでいるのは嘘なんじゃないかって今でもときどき思ってしまう」
- 『一等星の詩 最果タヒ展オフィシャルブック』（SOU NICE PUBLISHING 2020年）-「星果タヒ」
- 『「死にたい」「消えたい」と思ったことがあるあなたへ』（アンソロジー 河出書房新社 2020年）
- 佐々木典士『〈増補版〉ぼくたちは習慣で、できている。』（ちくま文庫 2022年） - 解説「完璧主義者による人体実験の成果」
- 『鬱の本』（点滅社　2023年） - エッセイ「このバカ助が」
- 『超個人的時間紀行』（タイムトラベル専門書店utouto 2024年）- 「音楽の中では時間が止まっている」
- 『究極の学び場 京大吉田寮』（実生社 2024年） - 「自治寮とシェアハウス」
- 『誕生日の日記』（日記屋月日　2024年）- 日記を寄稿
- 『海のうた』（左右社　2024年） - 短歌一首を引用
- 『みんなどうやって書いてるの？　10代からの文章レッスン』（河出書房新社 2024年） - 「作家はなぜか続けられるのか」
- 小関茂『歌集　宇宙時刻』（点滅社　2024年） - 栞文

### インタビュー・対談
- 前田隆弘『何歳まで生きますか?』（PARCO出版 2012年）
- 家入一真『なめらかなお金がめぐる社会』（ディスカヴァー・トゥエンティワン 2017年）
- えらいてんちょう（矢内東紀）『しょぼい起業で生きていく』（イースト・プレス 2019年）
- ちきりん『「自分メディア」はこう作る！』（文藝春秋 2020年）

### 雑誌寄稿
- PHPスペシャル 2016年1月号（PHP研究所） -「なくても結構生きられる」
- 大武道 vol.2 （順文社 2016年）- 「かっこよく死ぬ」
- 小説新潮 2017年10月号 -「消しゴムのかすを丸める」
- Journalism 2018年9月号 -「普通から外れても生きていける浮世をサバイブするための10冊」
- ねむらない樹 vol.11（書肆侃侃房 2024年） - 短歌七首「春休み」、エッセイ「平坦な戦場を爆破するために」
- 『短歌研究』2024年5・6月合併号（短歌研究社） - 短歌五首「伸びていく」
- 『文學界 2024年10月号』（文藝春秋 2024年） - 「インターネットが現実になるまで」（特集「インターネットとアーカイブ」）
- 『新潮 2024年10月号』（新潮社 2024年） - 「安くなった国で」

### WEBメディア
連載
- ギークハウスなう（Software Design 2010-2013年）
- 毎日寝て暮らしたい（cakes 2013-2015年）
- 熊野MAKE日記（DMM.make 2015年）
- 移動時間が好きだ（幻冬舎plus 2016-2017年）
- 現代ビジネス（2017年-）
- phaのお悩み相談室（TURNS 2017年-）
- 猫を撫でて一日終わる（幻冬舎plus 2017年-）

寄稿
- 京都には世界の全てがあった（SUUMOタウン 2016年7月7日）
- 僕の精神安定のために手離せなくなった物たち（それどこ 2017年6月21日）
- 緑に囲まれた将棋の街、千駄ヶ谷（SUUMOタウン 2018年12月20日）
- 時間がまだらに積み重なる街、熱海（SUUMOタウン 2019年7月18日）
- バンドを始めたら仲間ができて、毎日が楽しくなった話（Fun Pay! 2020年6月12日）

対談
- ちきりん×phaの「そんじゃーダラダラと」（2010年3月）
- できるだけ働かずにのんびり生きる「日本一のニートを目指す」phaさん（米田智彦、2012年8月）
- 「日本一有名なニート」と「クマムシ博士」の、ニッチ的生き方のすすめ（堀川大樹、2015年2月）
- Mr.とphaの「つながりながら、ひきこもりたい」理想の生き方対談（2017年9月）
- インターネットでの大人の振る舞いって何だろう?（ジェーン・スー、2020年3月）
- たとえ結婚しても、死ぬ瞬間はひとりで味わいたい。能町みね子さん・phaさんと考える「老後」の話（2021年8月）

## 出演

### テレビ
- ザ☆ネットスター!（2009年12月4日、NHK BS2）
- たけしのニッポンのミカタ! 「大人はもういらない! ニッポンは子供にまかせよう 前編」（2010年1月8日、テレビ東京）[33]
- ザ・ノンフィクション（フジテレビ）
  - #60「お金がなくても楽しく暮らす方法」（2014年7月14日）
  - 「会社と家族にサヨナラ…ニートの先の幸せ」前後編（2017年6月18日・25日）
  - 「好きなことだけして生きていく～元ニートの再々再々出発～」（2019年10月6日）
  - 「好きなことだけして生きていく～伝説のシェアハウス解散～」（2019年10月13日）
- 僕らが考える夜 #6「お金がなくても幸せって本当ですか?」（2015年5月21日、フジテレビ）
- ハートネットTV ブレイクスルー File.46 自分の幸せは、自分で決める ―ニートのカリスマ phaさん―[3]（2016年1月4日、ETV）
- 新世代が解く!ニッポンのジレンマ「働きたいのに働けない 若年無業のジレンマ」（2017年11月26日、ETV）

### ラジオ
- 大竹まこと ゴールデンラジオ!（2018年7月24日、文化放送）[34]